# Gerard Manley Hopkins
Gerard Manley Hopkins (Stratford, 28 luglio 1844 – Dublino, 8 giugno 1889) è stato un gesuita e poeta inglese.

## Biografia
Studiò a Oxford, dove si convertì al cattolicesimo (1866). Nel 1868 iniziò il novizato fra i gesuiti e nel 1877 ricevette gli ordini. Fu attivo come sacerdote e predicatore a Londra, Oxford, Liverpool, Glasgow. Nel 1884 ottenne la cattedra di letteratura greca all'università di Dublino.
Si stabilì in modo definitivo in Irlanda, come insegnante, per obbedienza ai superiori religiosi, ma sentendosi sempre un esule, nostalgico dell'Inghilterra e degli amici inglesi.
Morì in Irlanda nel 1889, colpito da febbre tifoide. Le sue liriche uscirono solo nel 1918, postume.

## Opere
La più famosa e lunga è la poesia Il naufragio del Deutschland (The Wreck of the Deutschland, 1876). Interessanti sono anche le composizioni più brevi, quali La grandezza di Dio (God's Grandeur), Il gheppio (The Windhover), Variopinta bellezza (Pied Beauty), I pioppi di Binsey (Binsey Poplars), Primavera e autunno (Spring and Fall), Scritto sulle foglie della Sibilla (Spelt from Sybil's Leaves). Da segnalare anche i cosiddetti «sonetti oscuri», nei quali il poeta manifesta la sua fede tormentata. Si può considerare uno dei poeti più audacemente sperimentali ed innovativi della letteratura anglosassone: è da citare soprattutto il suo utilizzo molto personale delle allitterazioni. Fu ritenuto dalla critica dell'età vittoriana ed edoardiana come un eccentrico e soltanto dopo l'esperienza di Ezra Pound e di Thomas Stearns Eliot è stato in pieno riconosciuto come grande sperimentatore e innovatore del linguaggio poetico e della metrica.

### Traduzioni italiane
- Otto poesie con un'introduzione al poeta, scritti nel 1951, sono presenti nel Quaderno di traduzioni di Beppe Fenoglio, a cura di M. Pietralunga, Collezione di poesia n.292, Torino, Einaudi, 2000, ISBN 88-06-14130-9.
- Un grande maestro della poesia moderna. Poesie di G.M. Hopkins, Seconda edizione arricchita. In appendice "Le Prediche", trad., introduzioni e note di Augusto Guidi, testo inglese a fronte, Parma, Guanda, 1952, pp. 260.
- Poesie, e prose scelte dal diario, dalle prediche e dalla corrispondenza, a cura di A. Guidi, Collana La Fenice n.15, Parma, Guanda, 1965, pp. 314; IV ed. riveduta da F.R. Paci, 1987-1999.
- Selected Poems and Prose, a cura di D. Abbate Badin, Bari, 1970.
- Journals and Papers, a cura di G.G. Castorina, Bari, 1975.
- G. M. Hopkins. Il silenzio e la parola, a cura di Franco Marucci, Pisa, 1977.
- The Wreck of the Deutschland, a cura di P. Bottalla, Parma, 1979.
- Il naufragio del Deutschland, a cura di R. Farinazzo, con un saggio di F.R. Leavis, Milano, 1987.
- Il naufragio del Deutschland, testo inglese a fronte, a cura di Nanni Cagnone, commento di John Meddemmen, Milano, Coliseum, 1988; con tavole a colori (incisioni di Laura Di Fazio), Trezzano sul Naviglio (Milano), Arcipelago Edizioni, 2014, ISBN 978-88-7695-507-5.
- Dalle foglie della Sibilla. Poesie e prose (contiene: Poesie della giovinezza e della maturità 1863-1889, dai saggi, dai diari e dalle lettere, dalle prediche e dagli scritti spirituali, commento), a cura di Viola Papetti, testo inglese a fronte, Collana Classici, Milano, Rizzoli, 1992, ISBN 88-17-18714-3, pp. 656.
- Gerard M. Hopkins: the Windhover e i sonetti del 1877: nel 150. della nascita (1844-1994), a cura di R. Ragone, Napoli, 1944.
- La freschezza più cara. Poesie scelte, trad. di Viola Papetti, Prefazione di Antonio Spadaro, Collana I libri dello Spirito Cristiano, Milano, BUR, 2008-2014, pp. 218.
- Poesie e prose scelte testo inglese a fronte, a cura di Augusto Guidi, Milano, Lampi di stampa, 1999, ISBN 88-488-0054-8.
- I sonetti terribili, a cura di Francesco Dalessandro, Roma, Edizioni Il Labirinto, 2003.
- Gli esercizi spirituali di S. Ignazio, commentati dal poeta G.M. Hopkins S.J. (1844-1889), a cura di L. Del Zanna, introduzione di S. Calzolari, Montespertoli, 2003.
- Il naufragio del Deutschland, a cura di Nanni Cagnone, [testo inglese a fronte], Lavis, La Finestra editrice, 2015, ISBN 978-88-9592-563-9.
- Poesie. 1875-1889, a cura di Viola Papetti, contributi di Giorgio Manganelli, Collezione di poesia, Torino, Einaudi, 2022, ISBN 978-88-062-5105-5.
- Il naufragio del Deutschland e altre poesie, a cura di Franco Marucci, Collana Oscar Classici, Milano, Mondadori, 2023, ISBN 978-88-047-4998-1.

### Saggi critici
- Carlo Franza, La poesia di Hopkins precursore della modernità, in Luoghi dell'Infinito, n.24, Milano, novembre 1999, pp. 58–59.
- Walter Ong, Il sacro oltre lo scandalo. Hopkins, il sé e Dio, trad. di M. Doni, postfazione di Antonio Spadaro, Milano, Medusa, 2009, ISBN 978-88-7698-171-5.